# Malomipar a 19. századi Magyarországon
Az alábbi szócikk a Malomipar fejlődését mutatja be a 19. századi Magyarországon.

## Története
A magyar malomipari termelés hagyománya egészen a középkorig nyúlik vissza, mikor is ennek megvalósulása víz vagy állati erővel történt. 1860-ban már több mint 22 ezer malom meglétéről szólnak a források, ezek jórészt nagy folyókra települtek, jelentős hajómalom flottát alkotva.
A gőzgépek megjelenése fellendülést hozott az ágazat számára. A gőz energiája, a vízi adottságok megléte és a megnövekedett termelési kapacitás biztosította a kereskedelmi célra való termelést. Sok malom csak vámőrlést végzett, azaz a beadott gabonát őrölték le és cserébe a megrendelő az őrlemény egy részével fizetett. A környék ellátására egységesen szükség volt a vámőrlésre és a kereskedelmi célú őrlésre is. Egy 1906-os malomipari összeírásból kiderül, hogy a korabeli üzemek közül csak szerény 1% végzett kereskedelmi célú termelést.
Magyarország külkereskedelmének jelentős részét tette ki a gabonaexport. A nagyobb haszon jegyében növelték a szántóföldek területét, ezzel ösztönözve a malmokat nagyobb teljesítményre.
Az exportálás liszt formájában történt. Mivel Európában ez az időszak a demográfiai átmenet korszaka, Nyugat-Európának és az osztrák tartományoknak is nagy szüksége volt az élelmiszerre a lakossági igények kielégítése gyanánt. Ennek kiszolgálása pedig nagy méretékű városiasodást eredményezett az említett területeken.
A magyar búzának szükség is volt a felvevőpiacokra, hiszen hazai viszonylatban nem dominált a búzaliszt felhasználás. Keleti Károly 1887-ben készült becslése alapján a búzakenyér fogyasztás csupán 31%-os volt, itthon elsősorban rozs és kétszersült termékek részesültek előnyben.
A magyar búza piaci helyzetét jelentősen javította az 1851-es vámunió, amellyel vámmentesen elérhetővé váltak az osztrák és cseh piacok. Az 1860-as évek európai gazdaságpolitikája is kedvező hatással bírt, a gazdasági liberalizmus keretein belül, belga, angol, holland és svájci piaci kapcsolatokat létrehozva. A szállításhoz fejlett infrastruktúrára volt szükség.  1830-tol a dunai gőzhajózás  kiemelkedő szerepet töltött be a szállításban, akárcsak az 1870-es években bekapcsolódó vasút, a fő útvonalak kiépülésével. Az 1840 és 1875 között hozott törvényi passzusok által, pedig a jogi akadály is elhárult a szabad kereskedelmet illetően.
A már említésre került gőzgépek megjelenésével, tőke és vállalkozói kedv által jöttek létre az első gőzmalmok Magyarországon. A szükséges „összetevőket” megtalálhatjuk a korabeli társadalmi rétegek körében. Jelentős tőke koncentrálódott Pest-Budán a kereskedő rétegeknél, vállalkozási kedv jellemezte az iparosokat. Werther Frigyes eredetileg szesz és gépgyáros volt, de mégis gőzmalmot alapított, akár csak Haggenmacher Henrik. A gőzmalmok alapításának feltételei közül természetesen nem hagyható ki a nyersanyagellátás, keresleti igény, a megfelelő szállítási feltételek és az állam támogató szerepe sem.
A magyarországi malomipar az 1850-es évekre tömegtermelő iparággá vált. 1860-ban kezdődött a szerkezeti átalakulás, melynek eredménye részvénytársaságok létrejötte volt. Egyre többen látták meg az ágazatban saját boldogulásuk lehetőségét.
Pest-Budán félmilliós alaptőkével jöttek létre malmok, ezek működtetése, időről időre való modernizálása, felszerelése és a dolgozók bérének kifizetése nagy terhet rótt a tulajdonosokra. Ezért két lehetőségük volt, vagy eladták azt az államnak vagy pedig társulásokat hoztak létre hasonló helyzetben lévőkkel. Ez határozta meg az 1860-as évek második felét, amit „gründolási láznak” nevezünk.
1867 előtt csupán öt malom részvénytársaság működött, a Pesti Hengermalom, a Budai Gyárudvar Rt., az Első Budai Gőzmalom Rt., a Pannon Gőzmalom és a Concordia Gőzmalom Rt. 1868-ban számos új részvénytársasági alapokon nyugvó majom jött létre, az Union Gőzmalom, az Erzsébet Gőzmalom, a Pesti Molnárok Gőzmalma. A társulások sikereit igazolja, hogy az 1868-tól alakult 14 malomból 13 részvénytársaságkánt működött. Egyedül Haggenmacher Henrik volt egyéni vállalkozó. Az 1873. évi krach jelentős változásokat idézett elő. Számos malom még előtte csődbe ment (Union Gőzmalom). A válság évében bezárt a Blum-féle gőzmalom és a Pesti Árpád-féle malom is. A létező 14 gőzmalomból 9 élte túl a depresszió időszakát.
1875 után további öt gőzmalom létesült, Józsefvárosban (1), Ferencvárosban (3) és Lágymányoson (1).Az egyik leghíresebb a Hendrick & Strauss cég által alapított Soroksár úti malom (Királymalom). Schmidt & Császár malma a Józsefvárosban köleskása előállításra szakosodott. 1893-ban pedig megalapították a Hungária malmot.

## A válság jelei
Az 1880-as évektől kezdődően fokozatosan csökkent az alapítások száma. Ennek oka a piac nyersanyaggal való telítettségében keresendő. Az orosz, argentin és amerikai gabonafajták ebben az időben jelentek meg Európában. A túl sok termék jelenléte csökkentette az árakat ez általa liszt árát is, ezt nevezzük agrárválságnak. Amerikában minneapolisi gyárak komoly vetélytársaivá váltak a hazai termelésnek. A hatalmas, eddig még kihasználatlan földek művelésbe vonása, a teljesen automatizált őrlési technológia és a fejlett infrastruktúrában rejlő lehetőségek kihasználása révén könnyen eljutottak Európába. Magyarország helyzetét tovább nehezítette az 1880-as években Európa országaiban bevezetett protekcionista gazdaságpolitika, növelve ezzel a külkereskedelem költségeit. A magyar termék az amerikaival szembeni versenyképességének megőrzéséhez több lehetőség kínálkozott. 
Felmerült, hogy mérsékelni kellene a nyersanyag árát, fejleszteni az őrlési technológiát vagy csökkenteni a szállítási költséget. 
1880-as évek végére és 1890-re a magyar gabona lassan piacait vesztette, de a Monarchián belül még mindig kiemelkedő fontosságú maradt az osztrák és cseh területek ellátása szempontjából.1890-től a külföldi piacok visszaszerzésére jelentős fejlesztési hullám indult. Azonban az innovációk ellenére sem sikerül újra helyzetbe hozni a hazai gabonát. Ráadásul az irdatlan mennyiségű terméket a Monarchia piaca nem tudta hasznosítani, túltermelés mutatkozott. Kénytelenek voltak tehát termelési korlátozásokat bevezetni.
A fennmaradásuk érdekében a malmok fúzióra léptek egymással, a Pannónia beolvadt az Erzsébet Gőzmalomba, a Pesti Molnárok üzeme és a Sütők malma szintén összeolvadt. Állami támogatásokat kértek a nyersanyag olcsóbb beszerzése és a szállítási költségek mérséklése formájában. Ezek az intézkedések Baross Gábor miniszterelnöksége idején valósultak meg a vasúti szállítás reformja révén.